# 魯特沃德鎮區 (密蘇里州斯科特縣)
魯特沃德鎮區（英語：Rootwad Township）是位於美國密蘇里州斯科特縣的一個行政鎮區。

## 地方資料
魯特沃德鎮區的面積為131.02平方千米，皆為陸地。根據2020年美國人口普查的數據，當地共有人口1208人，而人口密度為每平方千米9.22人。